# Mosonmagyaróvár
Mosonmagyaróvár é uma cidade da Hungria, situada no condado de Győr-Moson-Sopron. Tem 83,78 km² de área e sua população em 2019 foi estimada em 33.318 habitantes.